# Сен-Филибер (судно)
«Сен-Филибер» (фр. «Saint-Philibert») — французский пассажирский пароход озёрно-речного типа, затонувший в результате шторма в Бискайском заливе. Из более чем 500 человек спаслось лишь 7. Назван в честь монаха-бенедиктинца Святого Филиберта.

## История
«Сен-Филибер» был построен в 1923 году на верфи Сен-Назера «Chantiers de l'Atlantique». Его водоизмещение составляло 189 регистровых тонн, длина — 32,1 м, ширина — 6 м, высота борта — 2,61 м. Мощность паровой машины была всего лишь 23 л.с. Высота дымовой трубы составляла 8 метров, что придавало ему сходство с буксиром. Несмотря на свои небольшие размеры, пароход мог перевозить в среднем 500 человек. Пароход в течение 8 лет обслуживал регулярную линию Нант — Сен-Назер. Сен-Филибер принадлежал Нантской судоходной компании.

## Гибель
14 июня 1931 года ткацкая фабрика Нанта наняла пароход для экскурсии на остров Нуармутье своих рабочих и их семей. Судно возглавил капитан Олив. Этот остров славился дубовыми рощами и мимозами. Было продано 500 билетов, причём на детей младше 7 лет они не полагались. Большинство экскурсантов отправились в плавание с детьми целыми семьями.
15 июня 1931 года в 7:00 «Сен-Филибер» вышел в плавание. У многих пассажиров началась морская болезнь. По прибытии на Нуармутье пассажиры отправились кто на пикник, кто за мимозами. Спустя три часа капитан принял решение отправляться в обратный путь, однако 28 человек, пострадавших в пути от морской болезни, предпочли остаться на острове. Нуармутье связан с материком естественной дамбой Пассаж-дю-Гуа, которая обнажается во время отлива, обеспечивая путь туда и обратно. Оставшиеся на острове приняли решение во время отлива добраться домой пешком.
Когда пароход отошёл от пирса в обратный путь, с Бискайского залива дул сильный западный ветер. Он начал разворачивать судно левым бортом по ветру. Слабая паровая машина, работая на пределе, была не в состоянии противостоять стихии. Из-за немореходной конструкции (высокая палубная надстройка, небольшая осадка), «Сен-Филибер» полностью развернуло левым бортом по ветру, начался крен на правый борт. Спустя некоторое время большая волна выбила несколько стёкол в салоне первого класса. Испуганные пассажиры ринулись на правый борт, и от их веса корабль, и так уже оседавший в воду, окончательно перевернулся. Меньше, чем через минуту «Сен-Филибер» затонул. Погибло более 500 человек.

## Расследование
Гибель «Сен-Филибера» вызвала массовые народные волнения в Нанте. Но никто не мог дать внятного объяснения случившемуся, включая министра судоходства Франции. Он лишь официально объявил, что судно погибло во время шторма и что погибло 342 человека (это было ложью).
Во время разбора причин катастрофы служащий спасательной станции на мысе Сен-Жильда сообщил: «Я наблюдал за судном в бинокль, когда оно подошло к бую отмели Шателье, я на мгновение отвернул взгляд в сторону. Я подчёркиваю — на мгновение! И когда опять посмотрел в ту же сторону, парохода там уже не было, я подумал, что оно скрылось в пене брызг, но там были только волны, пароход, оказывается, уже скрылся в волнах». На многих фотографиях было видно, что судно имело крен и было перегружено.
На ткацкой фабрике Нанта тоже велось расследование. Нантская судоходная компания продала ровно 500 билетов, причём на детей младше 7 лет они не полагались, а большинство экскурсантов отправились на остров с детьми. В течение трёх дней течение Бискайского залива прибило к островам Олерон и Фэ, а также к мысу Сен-Жильда почти 100 тел детей. 28 экскурсантов остались на острове, после кораблекрушения спаслось лишь 7 человек, из 7 членов экипажа не выжил никто. Ткацкая фабрика Нанта объявила, что погибло 462 человека. Таким образом, точное число жертв и по сей день остаётся тайной.
На судне не было не только спасательных шлюпок, но даже спасательных кругов.

## Дальнейшая карьера
После поднятия со дна в августе 1931 года судно было переоборудовано в грузовое и переименовано сначала, в «Les Casquets», затем в «Saint-Efflam» и «Côte-d'Amour». Под последним названием оно прослужило до 1979 года, когда было списано на металлолом.